# Krysličkova aféra
Tzv. Krysličkova aféra je označení pro vykonstruovaný proces konaný v roce 1951. Politický proces následoval po události z 1. května roku 1949, která se odehrála v ulici U novostavby v Liberci. Jednalo se o výbuch budovy, při kterém zahynul bývalý partyzán Josef Kryslička. Komunistická justice události využila a přišla s konstrukcí tzv. Krysličkovy teroristické skupiny. Následně bylo zatčeno a obviněno mnoho osob, kterých se potřeboval tehdejší komunistický režim zbavit. Jednalo se jmenovitě o Vojtěcha Talíka, Karla Kafku, Františka Zimu, Jana Šolce, Jarmilu Stolínovou a Stanislava Šudomu.

## Výbuch v ulici U novostavby
V brzkých ranních hodinách 1. května 1949 došlo k výbuchu domu v ulici U novostavby v Liberci. V době výbuchu bylo v budově celkem 8 osob, někteří z nich zahynuli a ostatní byli zraněni. Na místě zemřel například Josef Kryslička nebo Ladislav Škranc. Prvotní informace byly takové, že v objektu došlo k výbuchu plynu, o čemž hovoří i pamětníci události. K samotné události se nedaly dohledat v tisku žádné bližší informace. Samotnému výbuchu se tisk začal poprvé věnovat až 18. května 1951 a to až v souvislosti se samotným soudním líčením. V tu chvíli se již nehovoří o výbuchu plynu, ale o organizované teroristické organizaci, která údajně konala proti zájmům tehdejší Československé republiky.

## Vykonstruovaný proces
Cílem vykonstruovaných politických procesů je většinou odsoudit osoby, které mohou být nebezpečné pro samotný režim, aniž by se nějakého činu doopravdy dopustili. Dobová propaganda se většinou snaží legitimizovat proces, vyvolat strach u lidí a předem obvinit dané osoby ze spáchaného činu a poté pouze vydat rozsudek. Zacíleno bylo vždy na širokou veřejnost, ať už pomocí novin nebo televize. Na tento proces s tzv. Krysličkovou teroristickou skupinou se dokonce daly získat vstupenky a pokud člověk neměl takové štěstí, mohl průběh procesu sledovat prostřednictvím nenávistné kampaně v rozhlasu. Samotný proces se týkal šesti lidí, kteří se mezi sebou sice víceméně znali, ale žádné větší vazby mezi nimi nevznikaly.

## Vyšetřování a vazba
Celá skupina byla souhrnně označena jako Krysličkova teroristická skupina. Během vyšetřování došlo mnohokrát k nepřiměřeným donucovacím prostředkům, které měly jediný cíl a to ten, aby obžalovaní odpovídali na dané otázky tak, jak si vyšetřovatelé přáli. Při první sérii zatýkání byli zadrženi Vojtěch Talík, Karel Kafka a Jarmila Stolínova, všichni byli ale krátce poté propuštěni. Při druhé sérii byli již zadrženi všichni a ve vazbě zůstali až do soudního řízení. Jelikož byli obžalováni z trestného činu s minimální sazbou 10 let odnětí svobody, museli všichni podepsat dokument, podle kterého souhlasí s tímto prodloužením vazby. Dokument podepsali všichni, jelikož nebyla jiná možnost.

## Obvinění a soudní stání
Žaloba se ke státnímu soudu dostala 9. května 1951. Pětičlenná skupina (bez Jana Šolce) byla obviněna z toho, že se zapojila do údajné ilegální organizace založené Josefem Krysličkou, a to na podzim roku 1948. Jejich údajným úkolem mělo být organizovat teroristické činy s následným útěkem do Německa. Podle vykonstruovaného příběh jim v tom měla zamezit pouze smrt jejich hlavního organizátora, tedy Josefa Krysličky. Jan Šolc se měl údajně ke skupině připojit později, když pomáhal dalšímu členovi skupiny uprchnout za hranice. Podle samotné obžaloby se všichni obvinění doznali svých činů a vzájemně si je potvrdili. Proto byli bráni jako právem odsouzení. Hlavním obžalovaným byl označen Vojtěch Talík, který údajně přijal úkol přiložit výbušninu k tribuně při prvomájových oslavách. Druhý den mělo dojít k výbuchu v sekretariátu KSČ a v krajské politické škole. Talík měl údajně na tyto události obstarat pyrotechniku.
Předsedou soudního senátu byl zvolen JUDr. Karel Kruk, jako soudce z povolání to byl Dr. Vladimír Siegl. Soudnímu líčení nebyli přítomni žádní svědci. Rodiny samotných obžalovaných se také procesu nemohly účastnit, i když měli informace o datech konání. Důležité je zdůraznit, že hlavní postavou nebyl přímo soudce, ale prokurátor, který sám fungoval jako žalobce a většinou byl sám členem KSČ. Prokurátoři u tohoto procesu byli Ludmila Brožová, Dr. Jan Kaloš a Ondřej Mejdr.

## Výkony trestů

### Vojtěch Talík
Vojtěch Talík byl odsouzen k 20 letům odnětí svobody, pokutu 50 000 Kčs a byl mu zabaven veškerý majetek. Většinu svého trestu si odpykal ve věznici Mírov. Ačkoliv byla tato věznice známá pro průmyslovou výrobu, Talík se nemohl na její produkci příliš podílet, jelikož již při soudním řízení byl zmíněn jeho špatný zdravotní stav. Při výkonu trestu pracoval ve vězeňské dílně patřící pod závody Tatra Kopřivnice a také pracoval v kuchyni. V průběhu odpykávání trestu se jeho zdravotní stav zhoršil, přičemž byl 28. března 1958 dočasně propuštěn. Jedním z hlavních faktorů propuštění byl i fakt, že věznice nebyla schopna poskytnout potřebnou zdravotní péči. Na následky pobytu ve vězení ale nakonec umírá.

### Karel Kafka
Karel Kafka byl odsouzen k 17 letům odnětí svobody, pokutu 10 000 Kčs a byl mu zkonfiskován veškerý majetek. Trest mu byl zkrácen o 5 a čtvrt roku díky amnestii, která byla vyhlášena roku 1958. O jeho výkonu trestu se toho moc neví, jelikož se jeho spis nedochoval.

### Jan Šolc
Jan Šolc byl odsouzen ke 13 letům odnětí svobody, pokutu 20 000 Kčs a byl mu odcizen veškerý majetek. Nejprve byl vězněn v České Lípě, posléze byl umístěn do věznice v Ilavě, kde pracoval jako lékař. Díky jeho povolání měl se zaměstnanci věznice dobré vztahy. Následkem toho se z něj stal vedoucí lékař, přičemž se ve věznici zasloužil i o vytvoření a organizaci vojenské nemocnice. Později Jan Šolc onemocněl tuberkulózou a byl převezen do Bratislavy. Jeho cesta dále pokračovala na Bory, kde se stal členem lékařského týmu. Šolcův výkon trestu měl původně skončit 22. listopadu 1963, ale vzhledem ke změně výpovědi Stanislava Šudomy a opakovaným žádostem o obnovu procesu, které podávala Milada Šolcová, byl podmínečně propuštěn 22. prosince 1958; do dvou hodin od doby, kdy padl rozsudek soudu, musel opustit věznici a mohl se vydat domů.

### František Zima
František Zima byl odsouzen k 16 letům odnětí svobody, musel uhradit pokutu 10 000 Kčs a byl mu také zabaven veškerý majetek. V roce 1960 byl podmínečně propuštěn. Posléze byl opět uvězněn, když údajně porušil uloženou podmínku tím, že se setkával s odsouzenými z  jiného procesu. V roce 1962 byl opět odsouzen k odnětí svobody. Žádost o milost z pozdějších let byla zamítnuta, a tak opustil vězení až v roce 1966 díky změně společenského klimatu a celkovému uvolňování represí v republice.

### Jarmila Stolínová
Jarmila Stolínová byla odsouzena k 11 letům odnětí svobody, dostala pokutu 10 000 Kčs a přišla o veškerý majetek. Nejprve byla uvězněna v České Lípě, později v Liberci a Pardubicích. Ve věznicích a nápravně pracovních táborech často panovali velmi špatné podmínky, které se podepisovali na duševním i fyzickém stavu odsouzených. Například ženy ve věznicích měly často gynekologické problémy. Takovými to problémy byla zasažena i Jarmila Stolínová. Důsledkem zdravotních potíží byla často během výkonu trestu označována za práce neschopnou. Nakonec opustila brány věznice jako první ze všech odsouzených, jelikož dostala milost prezidenta v roce 1956.

### Stanislav Šudoma
Stanislav Šudoma byl odsouzen k 12 letům odnětí svobody, musel uhradit pokutu 50 000 Kčs a byl mu zabaven veškerý majetek. Šudomův výkon trestu započal v NPT v Ostrově. Následně byl přesunut do NPT v Příbrami. Zde se podle jeho vězeňské karty zúčastnil 19. července 1955 hromadné stávky a hladovky. Následkem toho přišel o možnost zkrácení trestu v rámci amnestie či podmínečného propuštění. Později musel pracovat jako lamač v hlubinném dole v Ostrově u Karlových varů. Zde byl hodnocen velmi negativně, zejména kvůli jeho špatnému vztahu k pracovnímu procesu. 28. dubna 1958 byl Stanislav Šudoma po šesti letech podmínečně propuštěn.